# (7232) Nabokov
(7232) Nabokov ist ein Asteroid des inneren Hauptgürtels, der am 20. Oktober 1985 vom tschechischen Astronomen Antonín Mrkos am Kleť-Observatorium (IAU-Code 046) in Südböhmen auf dem Kleť in der Nähe der Stadt Český Krumlov entdeckt wurde.
Der Asteroid wurde am 9. März 2001 auf Vorschlag der tschechischen Astronomin Jana Tichá nach dem russisch-amerikanischen Schriftsteller, Literaturwissenschaftler und Schmetterlingsforscher Vladimir Nabokov (1899–1977) benannt, dessen Leben durch mehrfaches Exil geprägt war und der zu den einflussreichsten Erzählern des 20. Jahrhunderts zählt.